# Sphenomorphus puncticentralis
Sphenomorphus puncticentralis là một loài thằn lằn trong họ Scincidae. Loài này được Iskandar miêu tả khoa học đầu tiên năm 1994.